# بابک کایدان
بابک کایدان (زادهٔ ۱۶ بهمن ۱۳۵۶) فیلم‌نامه‌نویس ایرانی است.

## زندگی
بابک کایدان فارغ‌التحصیل رشتهٔ ادبیات نمایشی از دانشکدهٔ هنر و معماری است. فعالیت او از سال ۱۳۷۸ با بازی در تئاترهای کودک و مجموعهٔ تلویزیونی «همراه آفتاب» آغاز شد. از سال ۱۳۸۱-۱۳۸۳ به عنوان کارشناس امور نمایشی به فعالیت و آموزش در حوزهٔ تئاتر کودک و نوجوان و پس از آن به عنوان فیلمنامه‌نویس به همکاری با تلویزیون و سینما پرداخت. نخستین اثر سینمایی وی پریناز است که پس از ۷ سال توقیف در مهر ۱۳۹۶ با اکران محدود در گروه هنر و تجربه به اکران درآمد. وی در سال ۲۰۱۳ موفق به کسب جایزهٔ بهترین فیلمنامه برای فیلم «صدای پای من» از جشنوارهٔ بین‌المللی فیلم چین گردید.

## فعالیت‌ها

### سینما
| نام                         | سمت              | کارگردان        | سال  | وضعیت اکران |
| --------------------------- | ---------------- | --------------- | ---- | ----------- |
| فیلم نیلگون                 | نویسنده          | حسین سهیلی زاده | ۱۳۹۸ | اکران شده   |
| فیلم رحمان ۱۴۰۰             | یکی از نویسندگان | منوچهر هادی     | ۱۳۹۷ | اکران شده   |
| فیلم تگزاس                  | یکی از نویسندگان | مسعود اطیابی    | ۱۳۹۶ | اکران شده   |
| فیلم آینه بغل               | یکی از نویسندگان | منوچهر هادی     | ۱۳۹۶ | اکران شده   |
| فیلم این زن حقش را می خواهد | نویسنده          | محسن توکلی      | ۱۳۹۴ | اکران شده   |
| فیلم زندگی جای دیگریست      | یکی از نویسندگان | منوچهر هادی     | ۱۳۹۲ | اکران شده   |
| فیلم پریناز                 | نویسنده          | بهرام بهرامیان  | ۱۳۸۹ | اکران شده   |
| فیلم صدای پای من            | نویسنده          | مهرداد خوشبخت   | ۱۳۸۹ | اکران شده   |

### مجموعه های تلویزیونی
| نام                                 | سمت              | کارگردان        | سال  |
| ----------------------------------- | ---------------- | --------------- | ---- |
| سریال دلدادگان                      | یکی از نویسندگان | منوچهر هادی     | ۱۳۹۶ |
| سریال هشت و نیم دقیقه               | فیلمنامه نهایی   | شهرام شاه حسینی | ۱۳۹۵ |
| سریال معراجی‌ها (مجموعه تلویزیونی)   | یکی از نویسندگان | مسعود ده نمکی   | ۱۳۹۳ |
| سریال خوب بد زشت                    | نویسنده          | منوچهر هادی     | ۱۳۹۲ |
| سریال سقوط یک فرشته                 | یکی از نویسندگان | بهرام بهرامیان  | ۱۳۹۰ |
| سریال دارا و ندار                   | یکی از نویسندگان | مسعود ده نمکی   | ۱۳۸۹ |
| سریال بهار مهربانی (کودک و نوجوان)  | سرپرست نویسندگان | علی معصومی      | ۱۳۸۵ |
| مجموعه تلویزیونی نم نم بارون (کودک) | سرپرست نویسندگان | ایمان افشاریان  | ۱۳۸۴ |

### مجموعه های نمایش‌خانگی
| نام    | سمت              | کارگردان         | سال  |
| ------ | ---------------- | ---------------- | ---- |
| دل     | یکی از نویسندگان | منوچهر هادی      | ۱۳۹٨ |
| مانکن  | نویسنده          | حسین سهیلی زاده  | ۱۳۹٨ |
| احضار  | نویسنده          | رامین عباسی زاده | ۱۳۹۷ |
| جادوگر | ایده پرداز       | سید مسعود اطیابی | ۱۴۰۱ |
| نیوکمپ | نویسنده          | منوچهر هادی      | ۱۴۰۲ |

### فیلم های تلویزیونی
| نام                       | سمت     | کارگردان       | سال  |
| ------------------------- | ------- | -------------- | ---- |
| فیلم عشق در کوچه بن بست   | نویسنده | فرزاد موتمن    | ۱۳۹۱ |
| فیلم من و تو              | نویسنده | پیام صابری     | ۱۳۹۰ |
| فیلم همیشه مهربان         | نویسنده | حسین تبریزی    | ۱۳۸۷ |
| فیلم چراغ روشن چراغ خاموش | نویسنده | حسین تبریزی    | ۱۳۸۶ |
| فیلم در سایه مادر         | نویسنده | بابک رضوانی    | ۱۳۸۶ |
| فیلم اینجا پرنده بود      | نویسنده | ایمان افشاریان | ۱۳۸۴ |

## جایزه‌ها و نامزدی‌ها
- نامزد دریافت تندیس حافظ بهترین فیلمنامه تلویزیونی در بیستمین جشن حافظ برای مجموعه تلویزیونی مانکن ١٣٩٨[۲]
- نامزد دریافت تندیس حافظ بهترین فیلمنامه تلویزیونی در نوزدهمین جشن حافظ برای مجموعه تلویزیونی دلدادگان ١٣٩٨